# 下若爾曹

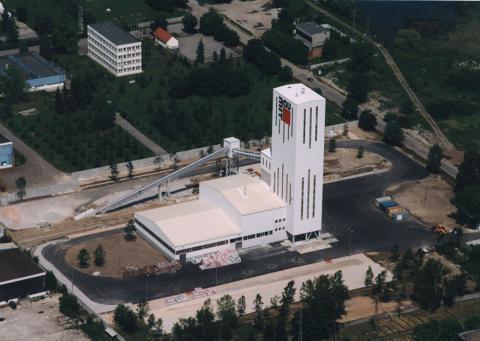

下若爾曹是匈牙利的城鎮，位於該國東北部，距離首都米什科爾茨10公里，由包爾紹德-奧包烏伊-曾普倫州負責管轄，面積26.02平方公里，2011年人口5,977，其中約一半居民信奉天主教。

## 外部連結
- Street map （匈牙利文）
- Aerialphotographs of Alsózsolca（页面存档备份，存于）